# Promachus sokotrae
Promachus sokotrae är en tvåvingeart som beskrevs av Ricardo 1903. Promachus sokotrae ingår i släktet Promachus och familjen rovflugor.
Artens utbredningsområde är Socotra. Inga underarter finns listade i Catalogue of Life.